# Зугрес-2
Селище енергетиків — мікрорайон у місті Зугрес з населенням близько 8000 чоловік, розташований за 40 км на схід від Донецька (Донецька область).
Засноване як селище енергетиків у 1972 у зв'язку з початком будівництва Зуївської державної районної електричної станції - 2.

## Освіта
У селищі розташований Зугреський різнопро́фільний ліцей № 3 з кла́сами загальноосві́тньої шко́ли І-ІІ сту́пенів — загальноосвітний навчальний заклад для дітей молодшого, середнього та старшого шкільного віку. Згідно з наказом Міністерства освіти та науки України № 580 від 06.07.2007 р. ліцею надано статус експериментального навчального закладу всеукраїнського рівня.